# 奧爾莫日
奧爾莫日（發音：[ˈoːɾmɔʃ] ⓘ；普雷克穆列斯洛維尼亞語：Ormošd），是斯洛維尼亞東北部下施蒂利亞地區之下普爾萊基亞傳統地區奧爾莫日市鎮的城鎮及行政中心。它位於德拉瓦河左岸，與河對岸的克羅埃西亞接壤。

## 教堂
鎮上的堂區教堂是獻給聖詹姆斯。它在1271年的書面資料中首次被提及。它在16、17和18世紀多次重建。它包含14和17世紀的壁畫。

## 外部連結
- 维基共享资源上的相關多媒體資源：奧爾莫日
- Ormož on Geopedia （页面存档备份，存于）